# Häxprocessen i Terrassa
Häxprocessen i Terrassa var en häxprocess som ägde rum i staden Terrassa i Katalonien i Spanien mellan 1615 och 1619. Den resulterade i avrättningen av sex kvinnor för häxeri. Den var en del av den häxjakt som pågick på flera håll i Katalonien vid denna tid, och följdes av häxprocessen i Viladrau (1618-1622). 